# Fialka (Maschine)

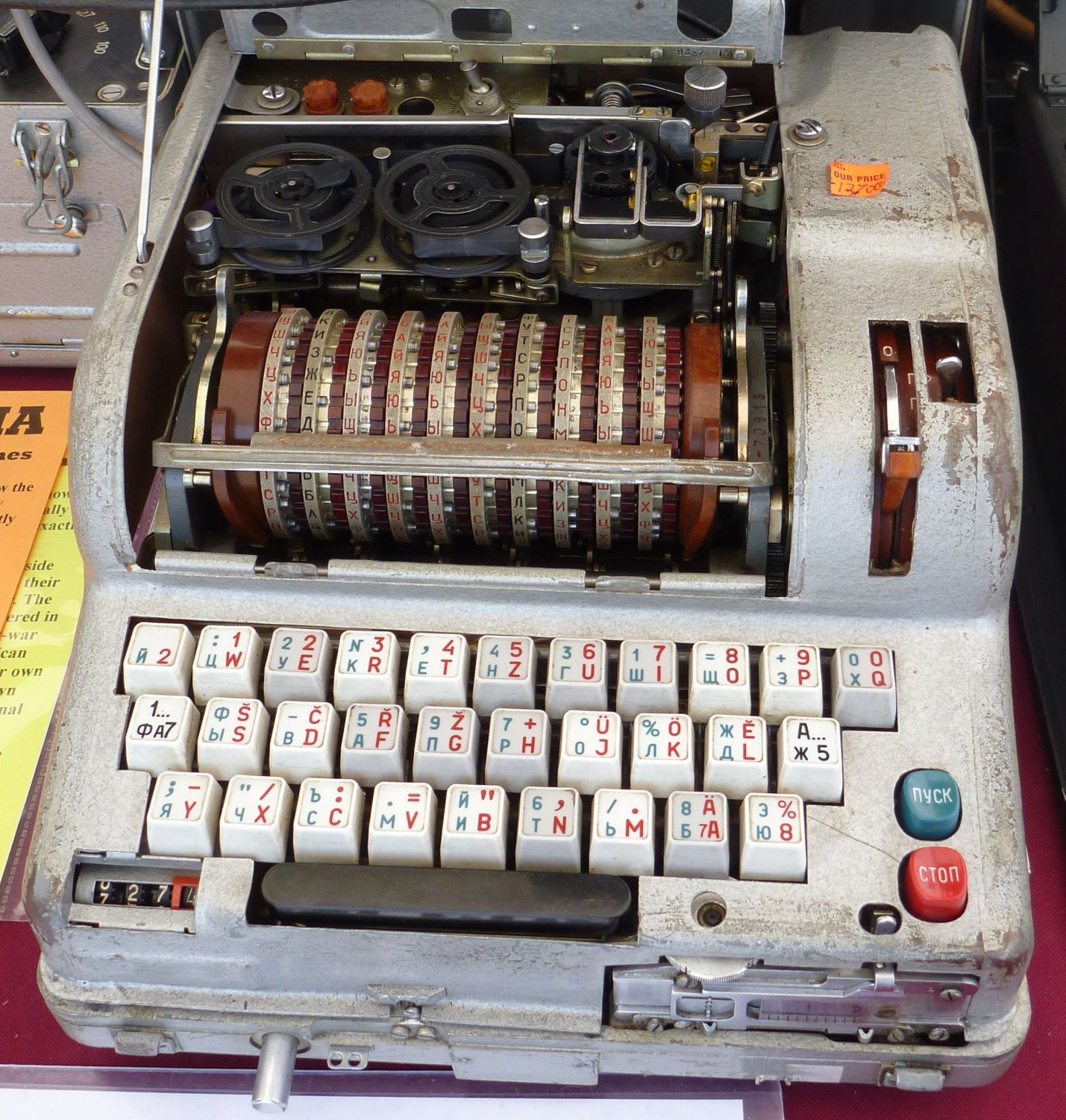
Fialka

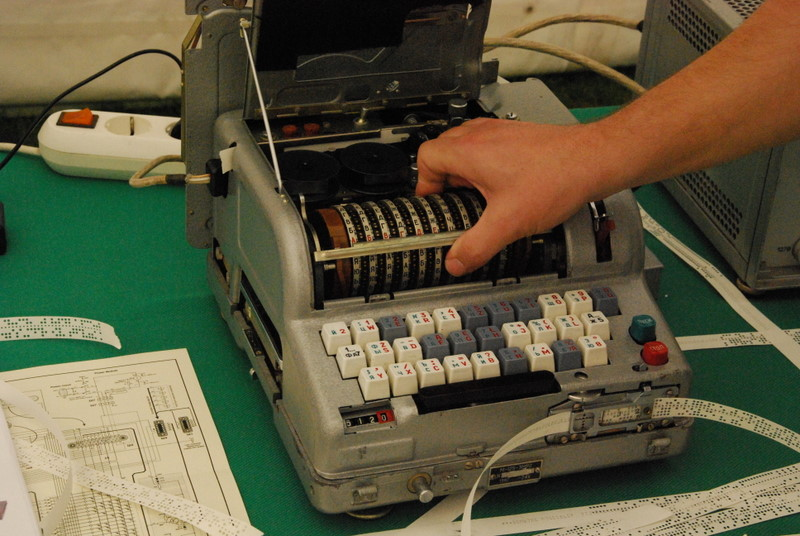
Fialka mit Lochstreifen

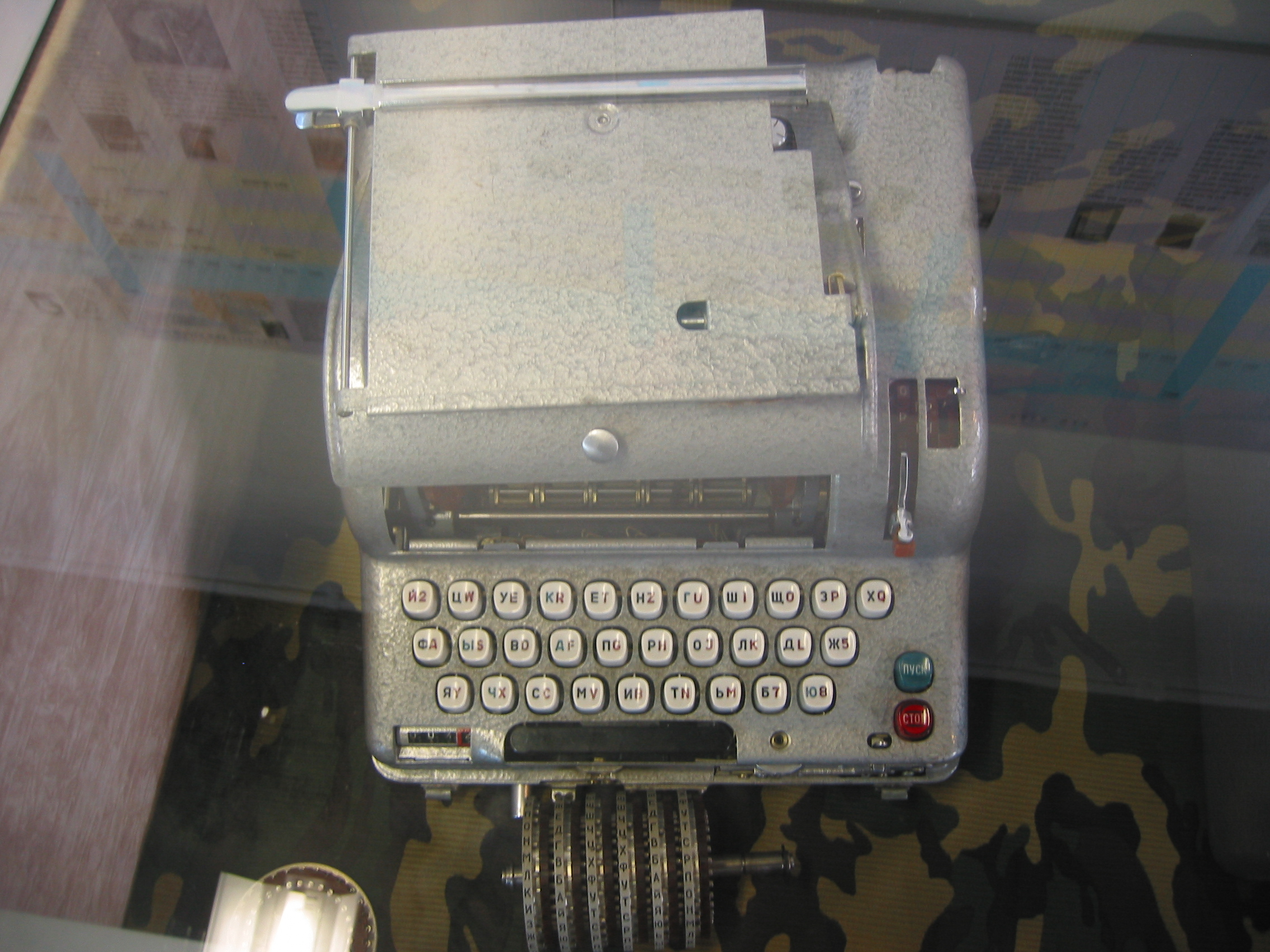
Fialka in Bletchley Park

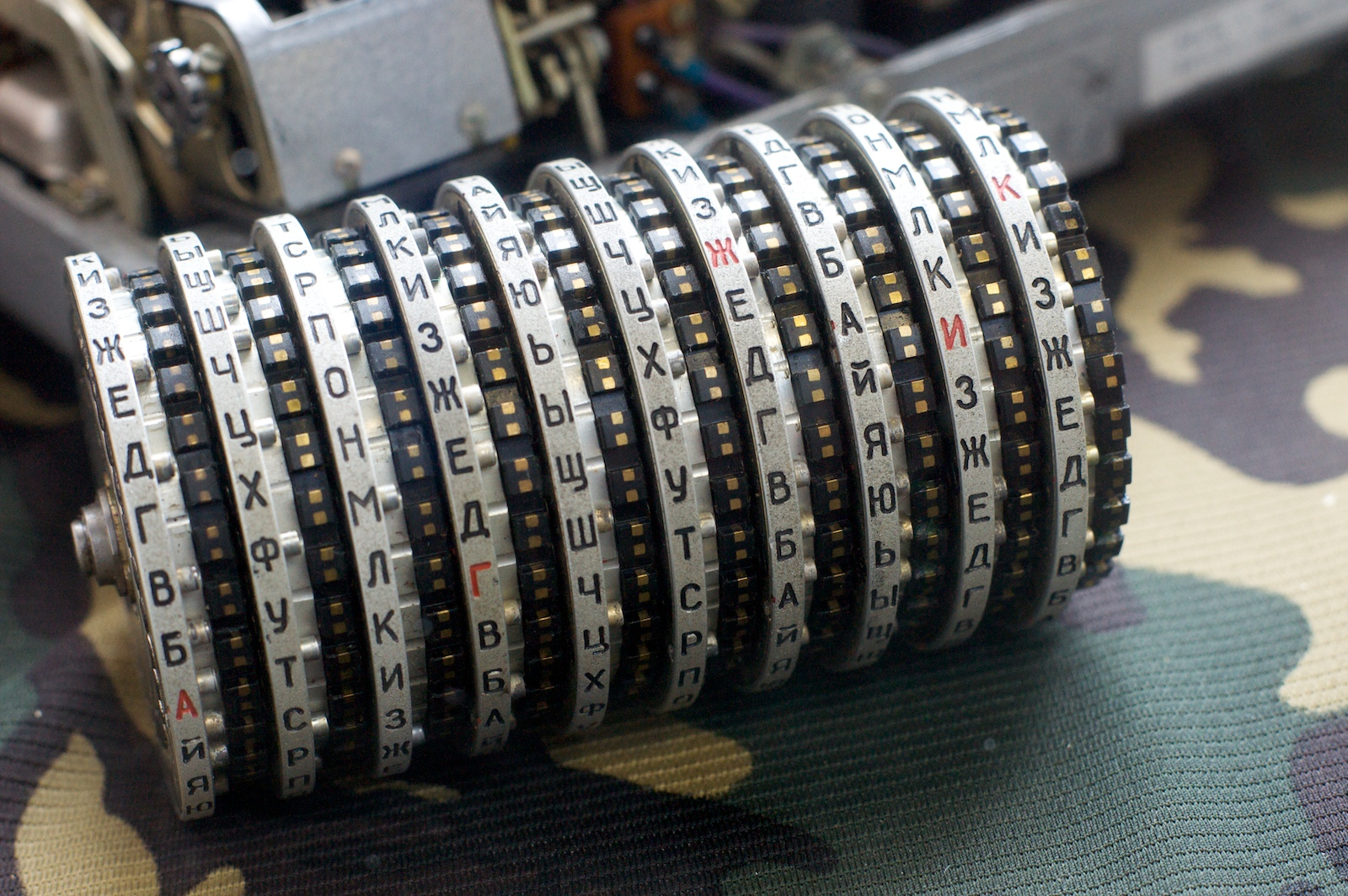
Schlüsselscheiben

Die Fialka (russisch Фиалка, Deckname mit der Bedeutung „Veilchen“) war eine sowjetische Rotor-Chiffriermaschine, welche in zahlreichen Ländern des Warschauer Pakts eingesetzt wurde. In der DDR wurde die Fialka M‑125‑MN ab dem Jahr 1968 genutzt. Die Fialka M‑125‑3MN wurde schrittweise ab 1978 eingesetzt. Ab 1982 wurden sie in der DDR schrittweise durch die elektronische T‑310/50 abgelöst.
Im Herbst 1990 wurden gemäß der Vereinbarung mit der Sowjetunion alle SAS- und Chiffriergeräte aus der sowjetischen Produktion zentral zusammengeführt, und an die Westgruppe der UdSSR in Deutschland übergeben. SAS- und Chiffriertechnik, die nicht als Geräte der „garantierten Sicherheit“ eingestuft waren, wie die Fialka M‑125, sind im Stahl- und Walzwerk durch die sowjetischen Streitkräfte vernichtet worden.

## Technik
Das Gerät ähnelt im Aussehen einem Fernschreiber. Es benötigt 24 Volt Gleichspannung, das separate Netzteil arbeitet mit 100 bis 250 Volt Wechselspannung (50 bis 400 Hz). Es gibt zwei Grundversionen der Fialka, die M‑125‑MN und die technisch anspruchsvollere M‑125‑3MN.
Die Fialka M 125 wurde im gesamten Gebiet des Warschauer Vertrages genutzt, nicht jedoch in dessen Nachrichtenverbund. Es handelt sich dabei um ein Chiffriergerät, das nur innerhalb der jeweiligen Staaten Verwendung fand. In den einzelnen Organisationen (Polizei, Armee, Behörden, Geheimdienst) gab es gesonderte Versionen der Schlüsselscheiben. In der DV 040/0/010 wird auch ausdrücklich darauf hingewiesen, dass das Gerät nicht für den Nachrichtenaustausch mit anderen Staaten des Warschauer Paktes zu verwenden sei, hierfür wurden SAS- und Chiffriergeräte mit höherer Sicherheitsstufe verwendet, wie beispielsweise M 105 AGAT oder T 206 MT WESNA.
Die Eingabe erfolgt über eine Tastatur oder über den 5-Kanal-Lochstreifen.
Die Ausgabe erfolgt bei der M‑125‑MN
- a) gedruckt auf gummierten Streifen,
- b) gelocht und gedruckt auf 5‑Kanal-Lochstreifenpapier.

Die Ausgabe bei der M‑125‑3MN erfolgt
- a) gedruckt auf gummierten Streifen
- b) gelocht auf 5‑Kanal-Lochstreifenpapier.
- c) gedruckt und gelocht, bei umgelegtem Schalter auf der rechten Seite der M‑125‑3MN.

Die M‑125‑MN und ‑3MN verfügen über zehn Schlüsselscheiben. Bei der M‑125‑MN werden zur Tagesschlüsseleinstellung nur die Schlüsselscheiben in ihrer Reihenfolge verändert. Die M‑125‑3MN verfügt über zerlegbare Schlüsselscheiben, dreh- und wendbare Verdrahtungseinsätze. Der Außenring ist entsprechend dem Tagesschlüssel einstellbar.
Als Eingangspermutation wird ein Kommutator verwendet. Dieser permutiert alle 30 Signale. Bei der Enigma wurde eine vergleichbare Eingangspermutation durch das Steckerbrett erreicht, bei dem höchstens dreizehn, jedoch in der Regel nur zehn Kabel gesteckt wurden.
Die zehn gegenläufigen Schlüsselscheiben sind für das kyrillische Alphabet ausgelegt und haben daher 30 Kontakte, im Gegensatz zu vielen westlichen Geräten, deren Rotoren 26 Kontakte haben, entsprechend dem lateinischen Alphabet. Die innere Verdrahtung der Schlüsselscheiben war lange Zeit unbekannt, bevor es im Jahr 2017 dem Crypto Museum zum ersten Mal gelang, diese anhand eines authentischen Scheibensatzes (mit dem Präfix „68“) zu ermitteln:
```
        1  2  3  4  5  6  7  8  9 10 11 12 13 14 15 16 17 18 19 20 21 22 23 24 25 26 27 28 29 30
        
А  Б  В  Г  Д  Е  Ж  З  И  К  Л  М  Н  О  П  Р  С  Т  Ү  Ф  Х  Ц  Ч  Ш  Щ  Ы  Ь  Ю  Я  Й

 1 
А
    4  9  7 27 19 22 24 30  3  5  2 18 11  1 20 23 26 14 29 28 10 15  6 21 25 16  8 13 17 12
 2 
Б
   15 23 29  5  8 18 30 10 28 14 25 11 21  4 20 13 25 12 24  3  2 17  9 22  1 19  7 16  6 27
 3 
В
    5 25 14  4 29  1 27 13 22 16  7 11 20 15 30  2 19 26 17 23  3 10 24  8 12 18  6  9 28 21
 4 
Г
   20 23 18 21 13 15 12  1 19 26 17 30  7 25 14 10 29  8  9  4 22  5 27 16  2  6 11 28 24  3
 5 
Д
    5 20  8 10  4 14 23 27 30 24  9 13  6 26 12  1 11 25  2  7 17  3 16 18 28 21 29 15 19 22
 6 
Е
   27 18  2  5 16 10 19 29 28 12  9  4 26 21 25  1 11  6  7 20 17 15 13 30 22 24 14 23  8  3
 7 
Ж
   26 30 29  3 16  6 14 11 10 24  2  5 22 19 12 25 21 20 27  8 13  4  9 28  1 15  7 18 23 17
 8 
З
    8 26 16 12 24  7 22 10 21 27 15  9  4 14 18 25  5 13 29  6  2 20 11 17  1 23 19  3 28 30
 9 
И
   18 17  5 12  2 28 26 19 16 23 20  3 29 24 15 10 22 21  7  9  8  4 27 14  1 25 11 13 30  6
10 
К
   10  9 24 27  2  5  7 11  4  6 12 30 23 18 26 15 29 13  3 25 28 16  1 22 14  9 21 20 19 17
```

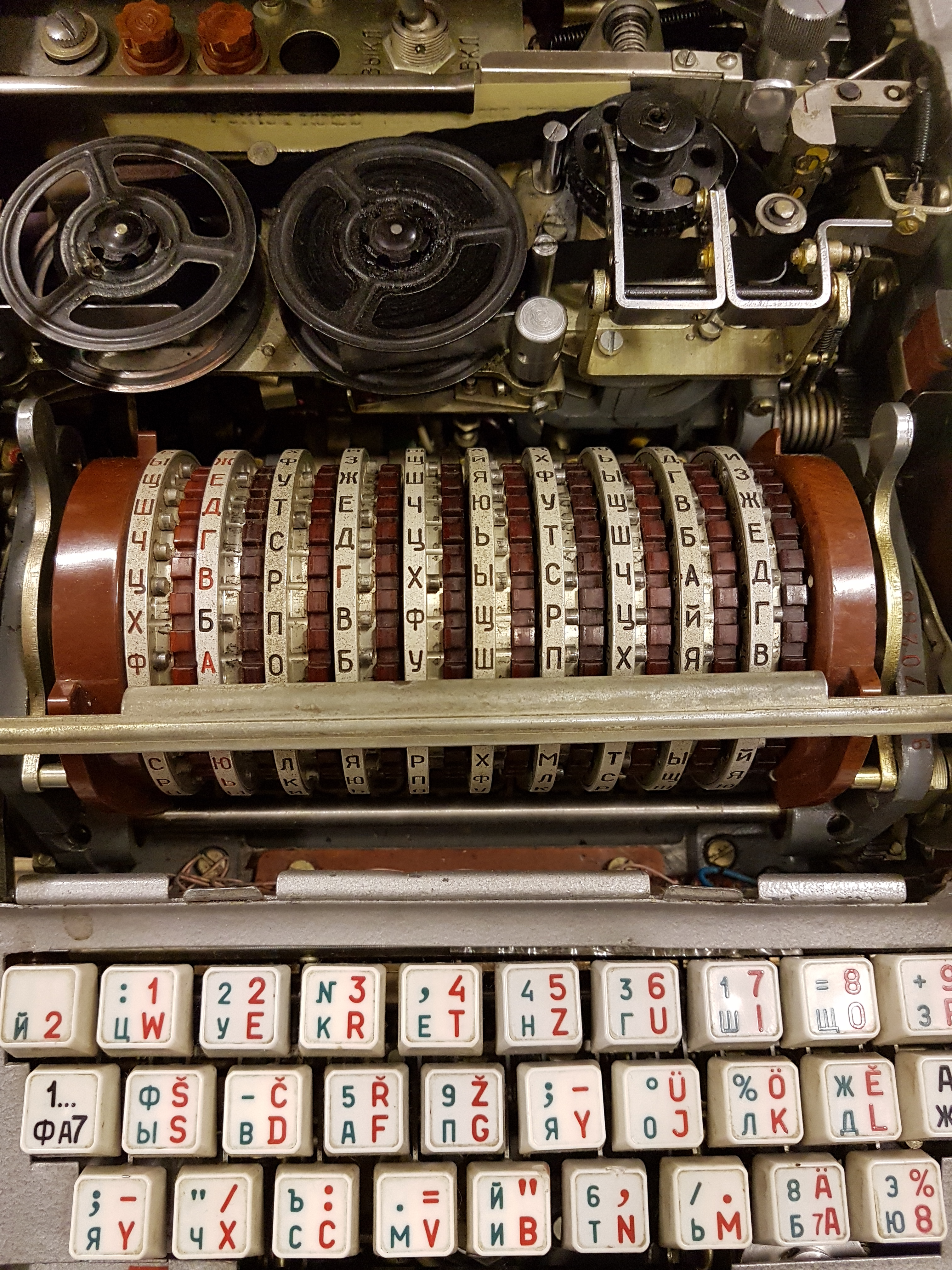
Blick ins Innere

Die Tastatur der meisten Geräte hat eine Doppelbeschriftung, um sowohl für Nachrichten auf Russisch als auch in anderen Sprachen (z. B. Deutsch, Polnisch, Tschechisch) verwendet werden zu können.
Die M‑125‑MN hat für die Sprachenumschaltung einen kleinen Hebel, mit dem man den Typenkopf senkt oder hebt. Mit dem Heben des Typenkopfes ist „Kyrillisch“ aktiviert. Dies ist notwendig, da man zum Erzeugen des Spruchschlüssels ein kyrillisches Zeichen benötigt. Mit dem so erzeugten Spruchschlüssel werden die Schlüsselscheiben an der Ableseleiste eingestellt.
Demgegenüber existiert bei der M‑125‑3MN dieser Hebel nicht mehr. Diese Maschine ist eine Zwei-Register-Maschine. Mit dem entsprechenden Tastendruck (A…, 1…) kann man auf die unterschiedlichen Register umschalten. Die M‑125‑3MN verfügt über zwei austauschbare Typenräder (lateinisch ↔ kyrillisch).
Die M‑125‑MN chiffriert nur Mischtexte (Latein = Buchstaben und Zahlen) bzw.
nur Buchstaben (kyrillisch).
Die M‑125‑3MN hat 3 Betriebsarten:
- a) Mischtexte (30 Zeichen) (Buchstabentexte)
- b) Mischtexte mit Registerumschaltung (58 Zeichen + 2 Registerumschaltung)
- c) Zifferntexte 0…9

Eine Emulation/Simulation der M‑125‑MN ist auf den Seiten der untenstehenden Links zu finden.
Die M‑125‑MN und die M‑125‑3MN sind mit der Simulation der Version verifiziert und voll kompatibel.